# Nationalpark Madidi
Der Nationalpark Madidi (spanisch Parque Nacional Madidi, Quechua Madidi mamallaqta parki) ist ein Nationalpark im nordwestlichen Teil des südamerikanischen Binnenstaates Bolivien im Departamento La Paz, etwa 200 km nördlich des Regierungssitzes La Paz. Der Nationalpark zählt zu den Orten mit der weltweit größten Artenvielfalt.
Teile des Nationalparkes sind für Besucher über geführte Touren erreichbar. Zugangspunkt dafür ist die Stadt Rurrenabaque.

## Geographie
Der Nationalpark erstreckt sich von den östlichen Ausläufern der schneebedeckten Anden-Kordillere (68° 45' W) bis in den tropischen Amazonasregenwald (67° 30') mit den Flüssen Río Madidi, Río Tuichi und Río Heath. Mit einer Ausdehnung von 135 km in Ost-West-Richtung und einer mittleren Breite von 50 km bedeckt er eine Fläche von 18.958 km². Sein östlichster Punkt liegt nahe der Stadt Rurrenabaque am Río Beni.
Der Nationalpark befindet sich in einer Höhenzone von 180 bis 5760 Metern über dem Meeresspiegel. Das Klima ist vielfältig und reicht von kaltem Hochgebirgsklima der Anden bis zum tropischen Klima im Flachland im Norden des Nationalparks. In der Ebene reichen die Niederschlagswerte bis 1800 mm pro Jahr und in den Berggebieten der Regenwälder im Bereich Alto Madidi bis zu 5000 mm pro Jahr. Die durchschnittliche Temperatur liegt zwischen 25 °C und 33 °C sowie zwischen Oktober und Januar von 10 bis 20 °C.

## Flora
Aus der großen Vielfalt an Lebensräumen resultiert eine große Zahl von Pflanzenarten. Bisher wurden 5500 Arten von Gefäßpflanzen nachgewiesen, darunter die Korbblütler Tessaria integrifolia und das Weidengewächs Salix humboldtiana. Beide wachsen vor allem an den Stränden der Flüsse.
Weitere Arten, die bisher gefunden wurden, sind Schizachyrium condensatum und Trachypogon spicatus.

## Fauna
Es wurden ca. 1800 Arten Wirbeltiere gezählt, davon ca. 156 Arten Säugetiere einige davon sind Peruanischer Wollaffe, Springaffen, Brillenbär, Bergkatze, Puma, Salzkatze, Nordandenhirsch und Jaguar. Im Nationalpark wurden 867 Vogelarten nachgewiesen. Im Madidi gibt es ca. 88 Amphibien-Arten. 85 Prozent der Amphibien-Arten Boliviens leben im Nationalpark Madidi und 180 Reptilien-Arten. Eine Studie aus dem Jahr 2023 zählte über 330 Fischarten.

## Staudammprojekte El Bala und Chepete
Für ein geplantes Wasserkraftprojekt soll der Río Beni am Gebirgsdurchbruch Angosto del Bala aufgestaut werden. Zudem ist der weitere Staudamm namens Chepete in Planung. Es wird von einem Umfang von 6 Milliarden US-Dollar für den Bau der zwei Kraftwerke Chepete und Bala ausgegangen. Für die Kraftwerke würde eine riesige Fläche Regenwald gerodet und geflutet.
Das Projekt El Bala wurde bereits 1998 von der damaligen Regierung anvisiert. Aufgrund des Widerstands der indigenen Bevölkerung wurde El Bala zunächst eingefroren, im Jahre 2007 stand das Projekt jedoch erneut zur Diskussion.
Die Regierung von Evo Morales war entschlossen, das Projekt umzusetzen und bewilligte 6,34 Mrd. US-Dollar. Die Vorarbeiten führten zu heftigen Protesten der indigenen Bevölkerung. Die Bevölkerung wirft der Regierung Geheimhaltung wichtiger Informationen vor. Auf der anderen Seite trafen sich Umweltaktivisten und Wissenschaftler mit der indigenen Bevölkerung zu einer Protestbewegung, was aber von anderen Bolivianern als koordinierte strategische Einmischung der USA in die Angelegenheiten Boliviens gedeutet wurde.